# Buonaccorso da Montemagno
Buonaccorso da Montemagno est un poète italien, cité par l’Accademia della Crusca dans la liste des Testi di lingua, c’est-à-dire des auteurs qui font autorité en matière de langage.

## Biographie
Buonaccorso naît à Pistoia, où sa famille, l’une des plus distinguées de la ville, occupe des postes prestigieux. Il aurait été l’élève de Cino da Pistoia, son compatriote. Il remplit en 1364 la charge de gonfalonnier. Il aurait été créé chevalier en 1381 par l’empereur Venceslas de Luxembourg. La date de sa mort est inconnue, par conséquent nul ne sait s'il a survécu à Pétrarque, dont il est vu comme un imitateur. 
Seuls quelques poèmes écrits par Montemagno sont connus. Les Rime de Montemagno sont publiées pour la première fois par Niccolò Pilli, Rome, 1559, in-8°, rare. L’une des meilleures éditions de ce recueil est celle que l’on doit au savant abbé Giovambattista Casotti, Florence, 1718, in-12 ; elle est précédée d’une lettre dans laquelle l’éditeur rassemble les détails connus sur ce poète, et explique qu'il est souvent confondu avec son petit-fils, homonyme.